# Leptolaimus ditlevseni
Leptolaimus ditlevseni is een rondwormensoort uit de familie van de Leptolaimidae. De wetenschappelijke naam van de soort is voor het eerst geldig gepubliceerd in 1916 door Steiner.